# Eventyrfilm
Eventyrfilm er en filmgenre der indeholder underholdende spillefilm med eventyr, det vil sige fantasifuld og spændende handling. Betegnelse kaldes også adventurefilm, og dækker til dels også over fantasyfilm.

## Eksempler
- Filmene om Indiana Jones
- Jurassic Park-serien
- Pirates of the Caribbean
- National Treasure

| Film | Spire Denne filmartikel er en spire som bør udbygges. Du er velkommen til at hjælpe Wikipedia ved at udvide den. |